# 斑銅礦
斑铜矿（英語：Bornite），又称孔雀矿或或孔雀铜，是一种硫化物矿物，化学式为Cu5FeS4，以正交晶系（拟立方）结晶。

## 外形

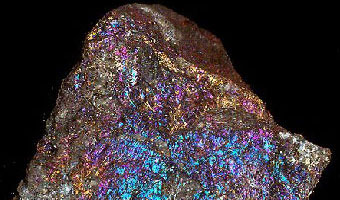
斑铜矿表面的虹彩

斑铜矿晶体十分稀有，现发现的斑铜矿晶体呈假立方，或是更罕见的十二面体或八面体，其晶面常常弯曲或粗糙不平。更普遍的存在形式是致密的块状或颗粒状集合体。
斑铜矿新鲜断面呈暗铜红色，但表面易氧化而呈紫蓝斑杂的虹彩。一般而言，它破裂而无光泽的表面会显现紫色、蓝色和红色斑点，但与黄铜矿混合后会显示出更多的黄色和绿色，使其色彩更加丰富。实际上，它是自然界色彩最丰富的矿物之一。在市场上，斑铜矿常以“孔雀矿”的名字被出售，其五彩斑斓的外表广受儿童喜爱。

## 命名
斑铜矿最初在1725年被约翰·弗里德里希·亨克尔归类为黄铜矿的一种。1747年，约翰·戈特沙尔克·瓦莱里乌斯为它分配了数个多单词拉丁名，勒內·茹斯特·阿羽依在1802年把这些拉丁名进一步译作“紫色的铜矿”（英語：purple copper ore）、“斑驳的铜矿”（英語：variegated copper ore）等。此外在1791年，亚伯拉罕·戈特洛布·维尔纳把它称作“buntkupfererz”。1832年，威廉·苏尔皮斯·贝当（Wilhelm Sulpice Beudant）把它命名为“phillipsite”。最终在1845年，威廉·冯·海丁格把它重命名为“Bornite”，来纪念奥地利的矿物学家及无脊椎动物学家，伊格纳斯·冯·伯恩。在中文中，斑铜矿表面的锖色紫蓝斑杂，因此得名。

## 性质

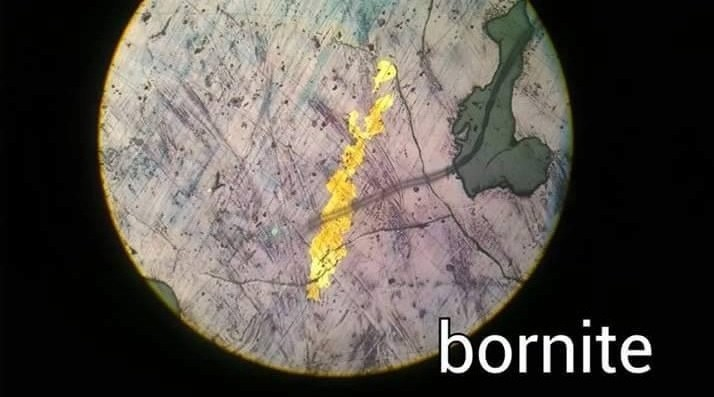
显微镜下的斑铜矿

纯净的斑铜矿（即Cu5FeS4晶体）摩尔质量为501.84 g/mol，含铜、铁、硫量分别为63.33%、11.12%和25.55%，但实际中斑铜矿常混有少量金、银、锗、铋、铟、铅等杂质。它与黄铜矿、辉铜矿、赤铜矿、黝铜矿、蓝辉铜矿、铜蓝一样，是冶铜的重要矿物。在风化作用下，它可以转化为辉铜矿；在氧化带或地表环境下则容易转化为孔雀石、蓝铜矿和辉铜矿等。在228℃以上的高温下，斑铜矿会变体为等轴晶系，此变体被称为等轴斑铜矿。
斑铜矿的莫氏硬度在3到3.25之间，具有导电性，高温下具有磁性。

## 分布
斑铜矿主要产于热液矿床中，常与石英、黄铜矿、辉铜矿、磁黄铁矿、白铁矿和黄铁矿等矿物共生，也产于贫硅侵入岩、伟晶岩脉和接触变质带中。
在中国，云南省的东川盛产斑铜矿。斑铜矿还产于美国蒙大拿州的比尤特和康涅狄格州的布里斯托尔、智利的丘基卡马塔、墨西哥的卡纳内阿、秘鲁的莫罗科查以及哈萨克斯坦、加拿大及英国部分地区。

## 參见
- 赤铜矿
- 砷黝铜矿
- 黝铜矿
- 以人名命名的矿物列表

## 外部連結
- Palache, C., H. Berman, and C. Frondel (1944) Dana’s system of mineralogy, (7th edition), v. I, 195–197.
- Manning, P.G. (1966) A study of the bonding Properties of Sulphur in Bornite, The Canadian Mineralogist, 9, 85-94 （页面存档备份，存于）